# Alquin
Alquin (spreek uit: 'Elkwhin) was een Nederlandse popgroep uit Delft, die in de jaren zeventig bekendheid genoot met progressieve rock. In 2003 maakte de band een comeback in vrijwel ongewijzigde bezetting. Sindsdien zijn drie cd's uitgebracht. In 2012 besloot de band voorlopig te stoppen met optredens.

## Historie

### Jaren 70
Alquin werd in 1971 opgericht als studentenband. Alle leden van de band, op bassist Hein Mars na, studeerden bouwkunde aan de toenmalige TH Delft en de groep repeteerde in KSS Alcuin, de sociëteit van de studentenvereniging KSV Sanctus Virgilius in het voormalige Sint-Barbaraklooster. Aanvankelijk noemde de groep zich Threshold Fear en onder die naam werd in 1971 ook hun eerste single uitgebracht. De band kreeg al snel een platencontract aangeboden door Polydor en wijzigde haar naam in Alquin (afgeleid van KSS Alcuin), omdat die naam internationaal beter zou aanslaan.
Het eerste album van Alquin verscheen in 1972 en droeg de titel Marks. Deze elpee werd geproduceerd door Hans van Oosterhout (Supersister). Het jaar daarop bracht de groep Mountain Queen uit - geproduceerd door Derek Lawrence, onder meer producer van Deep Purple - en trad de band op op het Pinkpop festival. Van dat live-optreden is in 2005 het onbekende nummer A song to wake up a friend voor de verzamel-cd VPRO Nederpop 1968-1975 geselecteerd. De groep timmerde internationaal aan de weg met tournees in Engeland, Duitsland en Frankrijk.
Na The Mountain Queen en de buitenlandse tournees ontstond het verlangen naar een wat directere 'rock'-feel in de muziek. Dat uitte zich in kortere nummers en het aantrekken van zanger Michel van Dijk in 1974.  In deze samenstelling werd in 1975 het derde album opgenomen: Nobody Can Wait Forever. Het werd geproduceerd door Rodger Bain, bekend van Black Sabbath, Budgie en Barclay James Harvest. Saxofonist en parttime zanger Job Tarenskeen nam daarna de drums over van Paul Weststrate. Van dit album werd het nummer Wheelchair Groupie als single uitgebracht, wat het bekendste nummer van Alquin zou worden. Het stond in de Top 2000 van 2010 op positie 974. In Muziekkrant Oor werd Nobody Can Wait Forever later uitgeroepen tot een van de beste Nederlandse rockplaten van de jaren zeventig.
In 1976 volgde het album Best Kept Secret, waarop de muziek wat meer in de funk-richting gaat, die op dat moment erg in de mode was. Bassist Hein Mars was inmiddels opgevolgd door Jan Visser, afkomstig uit de George Baker Selection en Dizzy Man's Band. Het album werd geproduceerd door Vic Smith en Alquin samen. Alquin bracht in dat jaar ook het livealbum On Tour uit dat een goede indruk geeft van de kracht van de band in die tijd. Een Amerikaanse tournee lag in het verschiet, maar ging op het laatste moment niet door. De frustratie hierover liep zo hoog op dat de band het uiteindelijk voor gezien hield. In 1977 bracht platenmaatschappij Polydor nog de verzamel-elpee Crash! uit.
Inmiddels was het muzikale klimaat helemaal omgeslagen. Progressieve rock was uit en punk was de nieuwe mode. Gitarist en belangrijkste componist Ferdinand Bakker en drummer Job Tarenskeen richtten The Meteors op, die makkelijk toegankelijke, new wave-achtige rock speelde. Veel oude Alquin-fans verlieten al na een paar nummers teleurgesteld de zaal.
In 1990 bracht platenmaatschappij Polydor de platen Marks en Mountain Queen tezamen op één cd uit. Hetzelfde gebeurde met Nobody Can Wait Forever en Best Kept Secret. Alleen werd van de laatste lp het nummer Amy wegens ruimtegebrek niet op de cd gezet.
In de tussenliggende jaren heeft Alquin tweemaal een reünie-concert gegeven, dat beide keren opgenomen is door Radio 3.

### Jaren 00/10
De groep maakte in 2003 een comeback. In dat jaar werd onder de titel One More Night een dvd uitgebracht met opnamen van recente concerten, in vrijwel ongewijzigde bezetting. Ook een gelijknamige dubbel-cd verscheen, met dezelfde nummers. In mei 2004 verscheen de dvd Pinkpop The Vintage Years 1970 - 1974 waarop enkele nummers van het optreden van Alquin in 1973 zijn te zien.
In 2005 verscheen een album met nieuw materiaal, Blue Planet. De tweede cd van het heropgerichte Alquin, Sailors and Sinners, kwam uit in september 2009. De band besloot in 2012 om voorlopig te stoppen met optredens.

### Duo Bakker/Van Dijk (Lone Project)
In 2013 werken gitarist Ferdinand Bakker en zanger Michel van Dijk samen als duo onder de naam Lone. De gelijknamige cd, die ook op vinyl uitkomt, is gepresenteerd op 6 november in zaal Cultuurpodium Boerderij in Zoetermeer. Hierna volgen een paar kleinschalige optredens, gevolgd door een landelijke tour in voorjaar 2014. Mei 2017 zal het nieuwe album View from the bridge verschijnen. Op de website van Lone Project zijn de nummers al te beluisteren.
Op 1 juli 2023 is Alquin/Lone te zien en te horen op een festival in het Openluchttheater Winterswijk waar Alquin in 1973 (dit jaar precies 50 jaar geleden) ook optrad, samen met Supersister en Hobo String Band.

## Bezetting
De oorspronkelijke bezetting bestond uit Ferdinand Bakker (gitaar, piano, viool en zang), Dick Franssen (orgel, piano en Wurlitzer), Hein Mars (basgitaar), Ronald Ottenhoff (saxofoon en fluit), Job Tarenskeen (zang, saxofoon, slagwerk en percussie) en Paul Weststrate (slagwerk). Sinds 2003 bestaat Alquin uit gitarist Ferdinand Bakker, zanger Michel van Dijk, fluitist/saxofonist Ronald Ottenhoff, basgitarist Walter Latuperissa, toetsenist Dick Franssen en drummer Job Tarenskeen.

## Discografie

### Albums
| Album met eventuele hitnotering(en) in de Nederlandse Album Top 100      | Datum van verschijnen | Datum van binnenkomst | Hoogste positie | Aantal weken | Opmerkingen              |
| ------------------------------------------------------------------------ | --------------------- | --------------------- | --------------- | ------------ | ------------------------ |
| Marks                                                                    | 1972                  | -                     |                 |              |                          |
| Mountain Queen                                                           | 1973                  | -                     |                 |              |                          |
| Nobody can wait forever                                                  | 1975                  | 01-03-1975            | 17              | 13           |                          |
| Best kept secret                                                         | 1976                  | 22-05-1976            | 18              | 12           |                          |
| Alquin on tour                                                           | 1976                  | 20-11-1976            | 31              | 8            | Livealbum                |
| Crash!                                                                   | 1977                  | -                     |                 |              | Verzamelalbum            |
| Two originals: Marks / Mountain Queen                                    | 1990                  | -                     |                 |              | Verzamelalbum            |
| Two originals: Nobody can wait forever / Best kept secret                | 1990                  | -                     |                 |              | Verzamelalbum            |
| 3 Originals: Nobody can wait forever / Best kept secret / Alquin on tour | 1999                  | -                     |                 |              | Verzamelalbum            |
| One more night                                                           | 2003                  | -                     |                 |              | Livealbum                |
| Blue planet                                                              | 2005                  | 24-09-2005            | 80              | 2            |                          |
| Sailors and sinners                                                      | 2009                  | 19-09-2009            | 16              | 13           |                          |
| The Marks Sessions                                                       | 2013                  |                       |                 |              | Demo's / live in 1972    |
| The First Five                                                           | 15-11-2019            |                       |                 |              | 1e 5 Studio + 1 bonus-cd |

### Singles
| Single met eventuele hitnotering(en) in de Nederlandse Top 40 | Datum van verschijnen | Datum van binnenkomst | Hoogste positie | Aantal weken | Opmerkingen        |
| ------------------------------------------------------------- | --------------------- | --------------------- | --------------- | ------------ | ------------------ |
| Sally Saddlepain / Ask me not                                 | 1971                  | -                     |                 |              | als Threshold Fear |
| You always can change / Hard royce                            | 1973                  | -                     |                 |              |                    |
| Wheelchair groupie / Mr. Widow                                | 1975                  | -                     |                 |              |                    |
| Mr. Widow / Stranger                                          | 1975                  | -                     |                 |              |                    |
| Fool in the mirror / Bootlegs ballet                          | 1976                  | -                     |                 |              |                    |

### NPO Radio 2 Top 2000
| Nummer met noteringen in de NPO Radio 2 Top 2000 | '05 | '06  | '07  | '08  | '09 | '10 | '11  | '12  | '13  | '14  | '15  |
| ------------------------------------------------ | --- | ---- | ---- | ---- | --- | --- | ---- | ---- | ---- | ---- | ---- |
| Wheelchair Groupie                               | 890 | 1053 | 1260 | 1551 | -   | 974 | 1181 | 1483 | 1763 | 1820 | 1880 |

1. ↑  Een '-' betekent dat het nummer niet was genoteerd en een vetgedrukt getal geeft de hoogste notering aan.
2. ↑  2005 was het eerste jaar met een notering voor dit nummer.
3. ↑  Deze tabel is bijgewerkt tot en met de laatste editie (2024).

### Filmmuziek
Daarnaast heeft Alquin de muziek gemaakt bij de film Oronoque (1976) van Aat den Ouden en Theo van de Sande, die een tocht over de rivier Oronoque in het Tigri-gebied volgt (betwist tussen Suriname en Guyana).